# Мисс Интернешнл 1971
Мисс Интернешнл 1971 (англ. Miss International 1971) — 11-й конкурс красоты Мисс Интернешнл, который выиграла Джейн Хансен, представительница Новой Зеландии. Проводился 26 мая 1971 года, Лонг-Бич (США).

## Финальный результат
| Финальные результаты | Участница |
| -------------------- | --- |
| Мисс Интернешнл 1971 | - Новая Зеландия — Джейн Хансен |
| 1-я вице-мисс        | - Таиланд — Супук Ликиткул |
| 2-я вице-мисс        | - Филиппины — Эвелин Сантос Камус |
| 3-я вице-мисс        | - США — Жаклин Ли Жошимс |
| 4-я вице-мисс        | - Финляндия — Ханнель Хальме |
| Полуфиналистки       | - Аргентина — Эвелин Елена Шейдль - Бразилия — Мария Бернадете Эеман - Великобритания — Памела Вуд - Канада — Норма Джойс Хикки - Колумбия — Патисия Эскобар Родригес - Дания — Бенте Дорте Нильсен - Израиль — Кармела Ман - Япония — Рейко Йонеяма - Норвегия — Май Линдстад - Югославия — Дуня Еркейович |

## Специальные награды
- Мисс Дружба: Имельда Тоде (Кюрасао)
- Мисс Фотогеничность: Памела Вуд (Британия)

## Участница
| - Аргентина — Эвелин Елена Шейдль - Австралия — Каролин Токоли - Австрия — Марта Флашка - Багамские Острова — Сандра Кари - Бельгия — Нэнси Мария Марселла Стоп - Бермуды — Максни С. Бин (Universe 69) - Боливия — Мария В. Вильярейо - Бразилия — Мария Бернадете Эеман - Канада — Норма Джойс Хикки (Universe и World 70) - Чили — Алисия Викунья - Колумбия — Патрисия Эскобар Родригес - Кюрасао — Имельда Тоде (Universe 67) - Дания — Бенте Дорте Нильсен - Доминиканская Республика — Фатима Шекер (World 70) - Эквадор — Сусана Кастро Харамильо - Финляндия — Ханнеле Хальме (Scandinavia 71) - Франция — Лоранс Вале - Германия — Криста Сауль - Великобритания — Памела Вуд (Europe 71) - Гуам — Филлис Мэй Бост - Гватемала — Дорис Лорис Асурдиа - Нидерланды — Анс Крупп - Гондурас — Дорис Ван Туиль (World 72) - Исландия — Маттильдур "Lolo" Гудмундсдоттир - Индия — Самита Мукерхи | - Ирландия — Бренда Гуидон - Израиль — Кармела Ман - Италия — Россана Барбьери - Япония — Рейко Йонеяма - Республика Корея — Чой Сук-э - Люксембург — Сильвиан Вейлер - Мальта — Дорис Абдилла (World 71 и Universe 72) - Мексика — Каролина Кортасар - Новая Зеландия — Джейн Хансен - Никарагуа — Одилия Диас - Норвегия — Май Линдсттад - Панама — Бецеб Дельгадо - Филиппины — Эвелин Сантос Камус - Португалия — Мария М. ди Кастру - Пуэрто-Рико — Дорис Л. Моралес - Испания — Консуэло Варела Косталес - Суринам — Ингрид Мамадеус (Universe 70) - Швеция — Мод Андерссон - Швейцария — Регула Геррман - Таиланд — Супук Ликиткул - Тринидад и Тобаго — Дикси Анн Хепбёрн - Уругвай — Кармен К. Лопес - США — Жаклин Ли Джошимс - Венесуэла — Соня Сая Ледесма Корво - Югославия — Дуня Еркейович |

## Сноски
- Pageantopolis